# Neobrachista novifasciata
Neobrachista novifasciata är en stekelart som beskrevs av Girault 1913. Neobrachista novifasciata ingår i släktet Neobrachista och familjen hårstrimsteklar. Inga underarter finns listade i Catalogue of Life.